# Священномученик

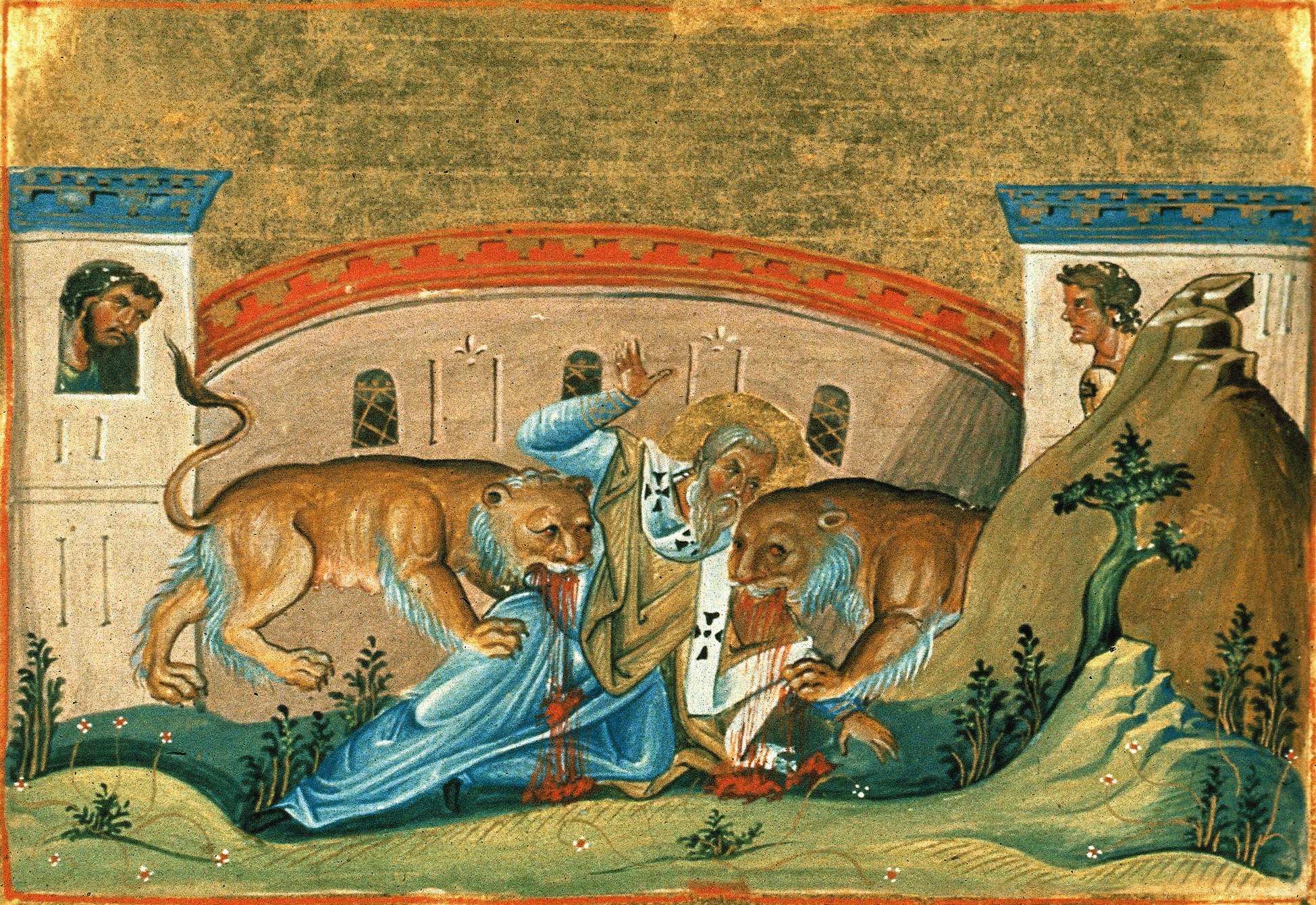
Казнь Игнатия Богоносца, епископа Антиохийского.

Священному́ченик (др.-греч. Ὁ Ἱερομάρτυρας, лат. sanctus martyr) — мученик из числа священнослужителей, то есть рукоположённых в сан епископа, священника или диакона, пострадавший за своё исповедание Иисуса Христа.
Отличие священномученика от мученика состоит в наличии у первого священного сана. Священномученики не составляют особого лика святых и на литургии поминаются вместе с другими мучениками. В православии на проскомидии за них, так же как и за других мучеников, вынимается пятая частица из девятичинной просфоры.

## Известные священномученики
К известным священномученикам первых веков христианства относятся:
- Антипа, епископ Пергамский — в наказание за обращение многих язычников в христианство был ввергнут в раскалённого медного быка.
- Игнатий, епископ Антиохийский, в 107 году при императоре Траяне брошенный на съедение львам;
- Климент, папа Римский, по приказу Траяна сосланный в Херсонес и утопленный в море;
- Киприан, епископ Карфагенский, пострадавший в 258 году;
- Климент, епископ Анкирский, пострадавший при Максимине в 312 году;
- Василий, пресвитер Анкирский, пострадавший при Юлиане Отступнике в 362—363 годах;
- Власий, епископ Севастийский, пострадавший в IV веке;

Из русских святых к священномученикам относятся:

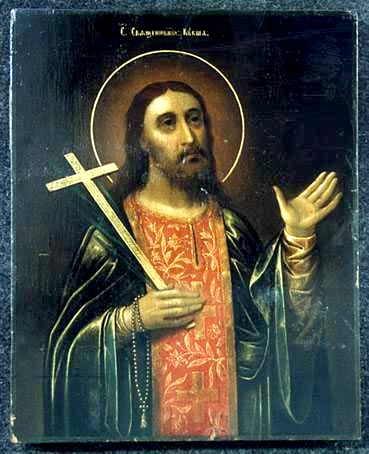
Священномученик Кукша Печерский

- Кукша Печерский[3], просветитель вятичей, принявший смерть от их рук в начале XII века;
- Макарий Киевский, митрополит, убитый татарами в 1497 году;
- Гермоген, патриарх Московский и всея Руси, пострадавший в 1612 году;
- Аввакум Петров почитается в большинстве старообрядческих церквей и общин как священномученик и исповедник.

Большинство новомучеников и исповедников Церкви Русской были канонизированы именно как священномученики, так как являлись священнослужителями.